# 唐沢山城の戦い
唐沢山城の戦い（からさわやまじょうのたたかい）は、永禄年間から元亀年間にかけて、下野国唐沢山城（現在の栃木県佐野市富士町、栃本町）において、越後の上杉謙信と下野の佐野昌綱の間で約10度にわたって繰り広げられた戦い。

## 概要
下野国の唐沢山城は、下野南部における重要拠点であり、上杉謙信が関東出兵する際に押さえておく必要のある城であった。当時の唐沢山城主は、佐野氏の第15代当主・佐野昌綱であった。昌綱は、越後の上杉謙信と相模の北条氏康という二大勢力に挟まれる苦しい情勢の中、御家の存続と領民を守るため、武勇と知略をもって戦国時代の荒波を乗り切ろうとした。唐沢山城は、関東七名城の一つに数えられる難攻不落の山城であり、謙信はこの城の攻略に手を焼くことになる。このことから「関東一の山城」と言われるようになった。幾度も攻め寄せる上杉軍に対し、昌綱は唐沢山城に篭城して時に撃退し、時に降伏した。しかし上杉軍が越後へ去って北条軍が攻め寄せると今度は北条氏に降伏し、再び上杉軍が攻め寄せると上杉氏に降伏するという臨機応変な状況判断で凌いだ。戦国時代において多くの戦国大名が滅亡する中、佐野氏が命脈を繋ぐことができたのは、昌綱の才覚と唐沢山城の堅固さによるものであった。

## 戦いの推移
永禄3年2月の戦い
永禄2年とする説もある。約十回に及ぶ唐沢山城の戦いで唯一、昌綱が謙信と手を組んで北条氏と戦った合戦。北条氏康の子・氏政率いる3万余の大軍が唐沢山城を攻撃する。昌綱は抗戦し、謙信に救援を要請した。これに対し謙信は寡兵で北条軍を破ったとされる。しかしこの合戦は創作の可能性が指摘されている。
永禄4年12月の戦い
永禄4年（1561年）3月、謙信は昌綱らを従えて氏康の居城・相模の小田原城を包囲した。氏康は窮地に陥るも、陥落するには至らず上杉軍は越後へ引き上げた。上杉軍が去ると氏康は反撃を開始し、北条軍は唐沢山城に迫った。謙信は信濃の川中島で、甲斐の武田信玄と死闘を繰り広げており、昌綱に援軍を送る余裕はなかった。このため孤立した昌綱は氏康に降伏し、これを反逆とみなした謙信により攻撃されるに至った。しかし唐沢山城の堅牢さと冬の到来もあり、謙信は兵を引き上げた。
永禄5年3月の戦い
謙信は上野の厩橋城で年を越した後、永禄5年（1562年）3月に唐沢山城へ攻め寄せた。しかし堅固な唐沢山城を攻め切れず、再び兵を引き上げた。昌綱は昨年に続いて二度も謙信を撃退したことで、その武勇を戦国の世に知らしめることになった。謙信はこの後、越中で神保長職が反乱を起こしたため越中出兵を余儀なくされ、関東における北条氏の勢力回復を招くことになる。
永禄6年4月の戦い
永禄6年（1563年）2月、氏康は信玄の援軍を得て、上杉方の武蔵における最重要拠点・松山城を攻撃、これを陥落せしめた。謙信は越中から急遽越後へ引き返し、雪に埋もれた三国峠を越えて関東へ戻り救援に向かっていたが、間に合わなかった。関東を留守にしている間、他の関東の多くの城も北条方に寝返っていたため、謙信はこれらを次々に攻め寄せて降伏・開城させていった。この謙信の勢いの前に、昌綱はあえなく降伏し、唐沢山城は開城した。謙信がこの年の冬から翌年の春に至る関東出兵で降伏・開城させた城は、武蔵の騎西城・忍城、下野の唐沢山城・祇園城、下総の古河城・結城城、常陸の小田城など多数に上った。
永禄7年2月の戦い
永禄7年（1564年）2月、昌綱は謙信が下野を去った後に、再び反旗を翻した。唐沢山城は、上杉軍が上野の厩橋城から関東の中心・古河城（古河御所）へ進軍する際の経路を押さえる拠点であり、昌綱の度重なる反抗は謙信にとって大きな痛手であった。この2月の戦いは、10回近い唐沢山城の戦いの中でも最大の激戦となり、上杉軍は激しく攻め立てたが、佐野軍は徹底抗戦した。唐沢山城は急峻な山頂にある上、水の手も豊富であり、謙信といえども攻め落とすのは容易ではなかった。
しかし昌綱が頼りとする北条氏は当時、安房の里見義堯と国府台で戦っており、援軍を送ることはなかった。さすがの唐沢山城も孤立無援で謙信に攻められては守り切るのは難しく、上杉軍の猛攻の前に三の丸・二の丸を奪われ本丸にも迫られた。昌綱は、常陸の佐竹義昭と下野の宇都宮広綱の説得に従い、ついに降伏。謙信は、義昭と広綱に昌綱の助命を嘆願され、これを受け入れた。この戦いで斎藤朝信と吉江景資、色部勝長（揚北衆の一人）、が軍功を挙げ、謙信から感状を賜っている。
永禄7年10月の戦い
8月、謙信が信玄と川中島で5度目の戦いに忙殺されている間、信玄と同盟する氏康は再び北関東へ軍勢を送って、唐沢山城を脅かした。昌綱は圧力に屈して再び謙信から離反し、上杉軍の再侵攻を招いた。10月、謙信は唐沢山城に迫ったため、昌綱は降伏。昌綱から人質を取って越後へ帰国した。
永禄10年2月の戦い
前回の戦いで昌綱から人質を取ったこと及び、北条氏が安房の里見攻めに主力を差し向けていたため、昌綱はしばらく謙信から離反することはなかった。しかし謙信は、西上野・北信濃で武田氏・関東各地で北条氏・越中で一向一揆と、三方面での戦いを強いられており、永禄9年（1566年）に下総の臼井城攻めおよび上野の和田城攻めに失敗したことで、多くの関東諸大名が北条・武田方へ離反してしまった。北条氏の勢力が再び下野に迫るに及んで、昌綱は再び北条氏へ離反した。永禄10年（1567年）2月、謙信は唐沢山城へ攻め寄せたが、関東諸大名の援軍もなく苦戦。冬の寒さと雪もあり、雪解けを待つことにして撤退した。
永禄10年3月の戦い
雪解けとともに唐沢山城へ殺到した上杉軍の前に、佐野軍は降伏を余儀なくされた。度重なる離反にもかかわらず、謙信は再び昌綱を助命している。唐沢山城を取り戻したものの、この年には上杉方の関東における最重要拠点・厩橋城の城代・北条高広が北条方に寝返る事件もあり、謙信の関東管領としての威信が失墜し兼ねない事態となった。しかしその後、共同して謙信と戦っていた信玄と氏康の同盟関係に亀裂が生じ、両者は駿河今川氏を巡って激しく敵対する事態となった。氏康は謙信との和睦を要請し、謙信がこれを受け入れ越相同盟が成立したため、関東における上杉・北条の争いは一旦収束を見た。
元亀元年1月の戦い
元亀元年（1570年）1月、再び背いた昌綱を従わせるため、謙信は唐沢山城に迫ったものの、攻略できず兵を引いた。

## その後の唐沢山城
天正2年（1574年）、昌綱は世を去り、佐野家は嫡男・宗綱が後を継いだ。この頃既に上杉氏と北条氏の越相同盟は破綻して、謙信は北陸地方の戦いに力を入れるようになる中で、宗綱は佐竹氏と同盟することで北条氏に対抗した。しかし宗綱の戦死後に家中で内紛が起き、北条氏から養子として北条氏忠が佐野氏の名跡を継いで唐沢山城を統治する。しかし小田原攻めで北条氏が滅亡すると、佐野昌綱の弟の佐野房綱、次いでその養子の佐野信吉が城主となるが、江戸時代に入ると佐野城が築かれて佐野藩の居城となり、唐沢山城は廃城となった。